# Ajou
Ajou är en kommun i departementet Eure i regionen Normandie i norra Frankrike. Kommunen ligger i kantonen Beaumesnil som tillhör arrondissementet Bernay. År 2018 hade Ajou 266 invånare.

## Befolkningsutveckling
Antalet invånare i kommunen Ajou
Referens:INSEE